# خوسيه لويس أولترا
خوسيه لويس أولترا (بالإسبانية: José Luis Oltra)‏ هو لاعب كرة قدم ومدرب كرة قدم إسباني في مركز الوسط، ولد في 24 مارس 1969 في بلنسية في إسبانيا. لعب مع فالنسيا ميستايا ونادي أونتينيينت ونادي إلتشي ونادي ساباديل ونادي ليفانتي.

## وصلات خارجية
- خوسيه لويس أولترا على موقع قاعدة بيانات كرة القدم.إي يو (الإنجليزية)
- خوسيه لويس أولترا على موقع عالم كرة القدم.نت (الإنجليزية)